# Coelioxys ruizi
Coelioxys ruizi is een vliesvleugelig insect uit de familie Megachilidae. De wetenschappelijke naam van de soort is voor het eerst geldig gepubliceerd in 1951 door Moure.